# Incestophantes kotulai
Incestophantes kotulai es una especie de araña araneomorfa del género Incestophantes, familia Linyphiidae. Fue descrita científicamente por Kulczyński en 1905.
Se distribuye por Europa. El cuerpo de esta especie mide aproximadamente 2,2-3 milímetros de longitud. El prosoma de la hembra es de color amarillo y marrón con bandas longitudinales.